# 朝鮮角龍屬
朝鮮角龍屬（學名：Koreaceratops）又名韓國角龍，是基礎角龙亚目恐龍的一屬。化石發現於南韓的白堊紀早期（阿爾布階）岩層。其正模標本（編號KIGAM VP 200801）包含36節互相連接的尾椎、部份後肢以及骨盆，是在1994年在韓國京畿道華城市的一處海岸所發現，而到2008年才被首次提及。該標本可能來自lower Tando岩層，地質年代約為103 ± 0.5百萬年前。模式種是華城朝鮮角龍（K. hwaseongensis），是由南韓地質學家李永南及其同事於2011年所命名、發表，屬名意為「韓國的有角臉孔」。
朝鮮角龍的特徵是尾椎上高大的神經棘，以及獨特的距骨結構。牠神經棘長度約是椎體的5倍以上。李等人指出，該高神經棘應是獨立演化出來的，並可能做為適應游泳的構造。根據最新的系統發生學研究，朝鮮角龍被認為是古角龍的近親，屬於基礎新角龍類恐龍。